# Ryan Hedges
Ryan Peter Hedges (* 8. Juli 1995 in Northampton) ist ein walisischer Fußballspieler, der seit 2022 bei den Blackburn Rovers in England unter Vertrag steht.

## Karriere

### Verein
Ryan Hedges wurde im englischen Northampton etwa 100 Kilometer nördlich von London geboren. Als Achtjähriger kam er nach Liverpool um für den dort ansässigen FC Everton in der Jugendakademie zu spielen. Nach sieben Jahren verließ er den Verein im Jahr 2010 in Richtung Wales. Dort spielte er in den folgenden drei Jahren in der Jugend des walisischen Zweitligisten Flint Town United. Im Juli 2013 unterschrieb Hedges einen Vertrag bei Swansea City.
Im Januar 2015 wurde Hedges an den englischen Drittligisten Leyton Orient verliehen. Er absolvierte während der Leihe sein erstes Spiel als Profi, nachdem er am 24. Januar 2015 gegen Colchester United zum Einsatz kam. Bis zum Ende der Saison kam er auf 17 Ligaspiele und zwei Tore. Als Tabellenvorletzter stieg der Verein in die vierte Liga ab.
Von Februar bis März 2016 folgte eine weitere Leihe von Hedges zum FC Stevenage. Für den englischen Viertligisten blieb er in sechs Partien Torlos.
Im zweiten Halbjahr wurde Hedges an Yeovil Town verliehen. Hier konnte er durch gute Leistungen überzeugen, woraufhin ihn der Zweitligist FC Barnsley aus seinem Vertrag in Swansea herauskaufte. In der Saison 2017/18 stieg er mit dem Verein in die dritte Liga ab. Im folgenden Jahr gelang unter dem deutschen Trainer Daniel Stendel der direkte Wiederaufstieg als Vizemeister hinter Luton Town. Nachdem er nach drei Jahren in Barnsley seinen auslaufenden Vertrag nicht verlängerte, wechselte er im Juni 2019 zum FC Aberdeen. Für den schottischen Erstligisten erzielte er in den kommenden zweieinhalb Jahren elf Treffer in der Scottish Premiership.
Am 30. Januar 2022 gab der englische Zweitligist Blackburn Rovers die Verpflichtung des 26-Jährigen bekannt.

### Nationalmannschaft
Nach seinem Wechsel nach Wales, spielte Hedges ab dem Jahr 2013 für die Juniorenteams des Landes. Dort spielte er zunächst bis zum Jahr 2016 in den Auswahlmannschaften der U19 und U21. Er debütierte für die A-Nationalmannschaft am 14. November 2017 als Einwechselspieler für Ben Woodburn bei einem 1:1-Unentschieden gegen Panama in Cardiff.